# Château de Frederiksborg
Ne doit pas être confondu avec Palais de Frederiksberg.
Le château de Frederiksborg (Frederiksborg Slot en danois) est un château danois construit pour Christian IV à Hillerød.
Il s'agit du plus grand palais de Scandinavie. Il symbolise la puissance de la monarchie absolue danoise. En effet, la famille royale y résidait et les rois y étaient sacrés lorsque le Danemark était une monarchie absolue s'étendant sur une partie de la Suède actuelle et jusqu'à la Norvège. Ses proportions exceptionnelles, sa splendeur font de lui le « Versailles danois ».

## Construction

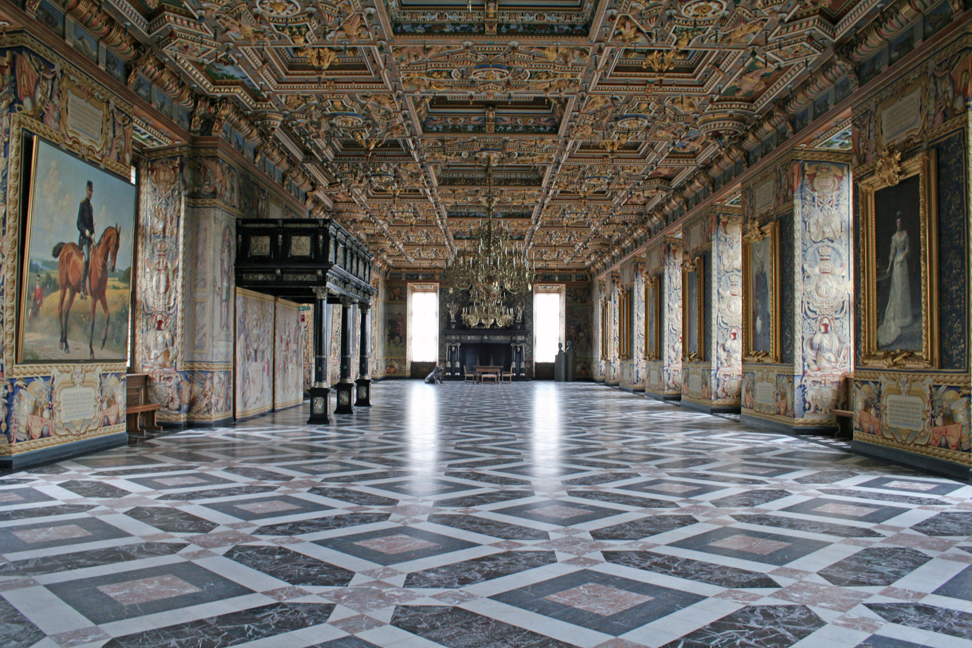
La Grande Salle

Le château est bâti sur trois îlots du Slotssø (« lac du château ») entre 1560 et 1630, notamment par Hans van Steenwinckel l'Ancien, architecte flamand originaire d'Anvers. Il est considéré comme le chef-d'œuvre de la Renaissance danoise. Comme pour d'autres grands édifices danois de la même époque, son style relève surtout de l'architecture de la Renaissance tardive flamande et néerlandaise (en transition avec le baroque). Il est nommé en l'honneur de Frédéric II. Il a été construit notamment en réutilisant les pierres des monastères fermés lors de la réforme protestante, notamment l'abbaye d'Æbelholt.
En 1859, il a été détruit par un incendie avant d'être reconstruit sous la responsabilité de l’architecte Ferdinand Meldahl.

## Musée national d'histoire
Le musée contient la plus importante collection de portraits et de peinture d'histoire du pays.

## Chapelle
Les statuts de 1693 des ordres de l’Éléphant et de Dannebrog prévoient que les chevaliers doivent fournir une plaque à leurs armes et devise pour la chapelle des ordres royaux de chevalerie au château de Frederiksborg, tradition qui se perpétue jusqu'à nos jours. Le Danemark, le Royaume-Uni et la Suède sont les trois seuls pays où les armoiries des chevaliers sont exposées dans une chapelle dédiée.